# Лінкольн (округ, Мен)
Шаблон:StateAbbr_ 44°00′49″ пн. ш. 69°32′31″ зх. д. / 44.013474° пн. ш. 69.541817° зх. д.
Округ Лінкольн (англ. Lincoln County) — округ (графство) у штаті Мен, США. Ідентифікатор округу 23015.

## Історія
Округ утворений 1760 року.

## Демографія
За даними перепису
2000 року
загальне населення округу становило 33616 осіб, усе сільське.
Серед мешканців округу чоловіків було 16389, а жінок — 17227. В окрузі було 14158 домогосподарств, 9545 родин, які мешкали в 20849 будинках.
Середній розмір родини становив 2,82.
Віковий розподіл населення поданий у таблиці:
| Стать    | До 15 років | 15-21 | 22-29 | 30-39 | 40-49 | 50-65 | 65-85 | Понад 85 |
| -------- | ----------- | ----- | ----- | ----- | ----- | ----- | ----- | -------- |
| Чоловіки | 3149        | 1374  | 1112  | 2101  | 2680  | 3279  | 2458  | 236      |
| Жінки    | 3006        | 1203  | 1158  | 2205  | 2870  | 3372  | 2830  | 583      |

## Суміжні округи
- Кеннебек — північ
- Волдо — північний схід
- Нокс — схід
- Саґадагок — захід

## Виноски
1. ↑  U.S. Decennial Census. United States Census Bureau. Архів оригіналу за 19 липня 2018. Процитовано 7 вересня 2014.
2. ↑  Historical Census Browser. University of Virginia Library. Архів оригіналу за 11 серпня 2012. Процитовано 7 вересня 2014.
3. ↑  Population of Counties by Decennial Census: 1900 to 1990. United States Census Bureau. Архів оригіналу за 23 січня 2015. Процитовано 7 вересня 2014.
4. ↑  Census 2000 PHC-T-4. Ranking Tables for Counties: 1990 and 2000 (PDF). United States Census Bureau. Архів оригіналу (PDF) за 18 грудня 2014. Процитовано 7 вересня 2014.
5. ↑  State & County QuickFacts. United States Census Bureau. Архів оригіналу за 6 червня 2011. Процитовано 19 серпня 2013.(англ.) Наведено за англійською вікіпедією.
6. ↑  QuickFacts. Lincoln County, Maine. United States Census Bureau. Архів оригіналу за 26 липня 2019. Процитовано 26 липня 2019.
7. ↑  American FactFinder. Бюро перепису населення США. Архів оригіналу за 26 лютого 2012. Процитовано 31 січня 2008.

| США | Це незавершена стаття з географії США. Ви можете допомогти проєкту, виправивши або дописавши її. |